# Audun-le-Roman
Audun-le-Roman è un comune francese di 2 546 abitanti situato nel dipartimento della Meurthe e Mosella nella regione del Grand Est.

## Società

### Evoluzione demografica
Abitanti censiti